# 点線国道

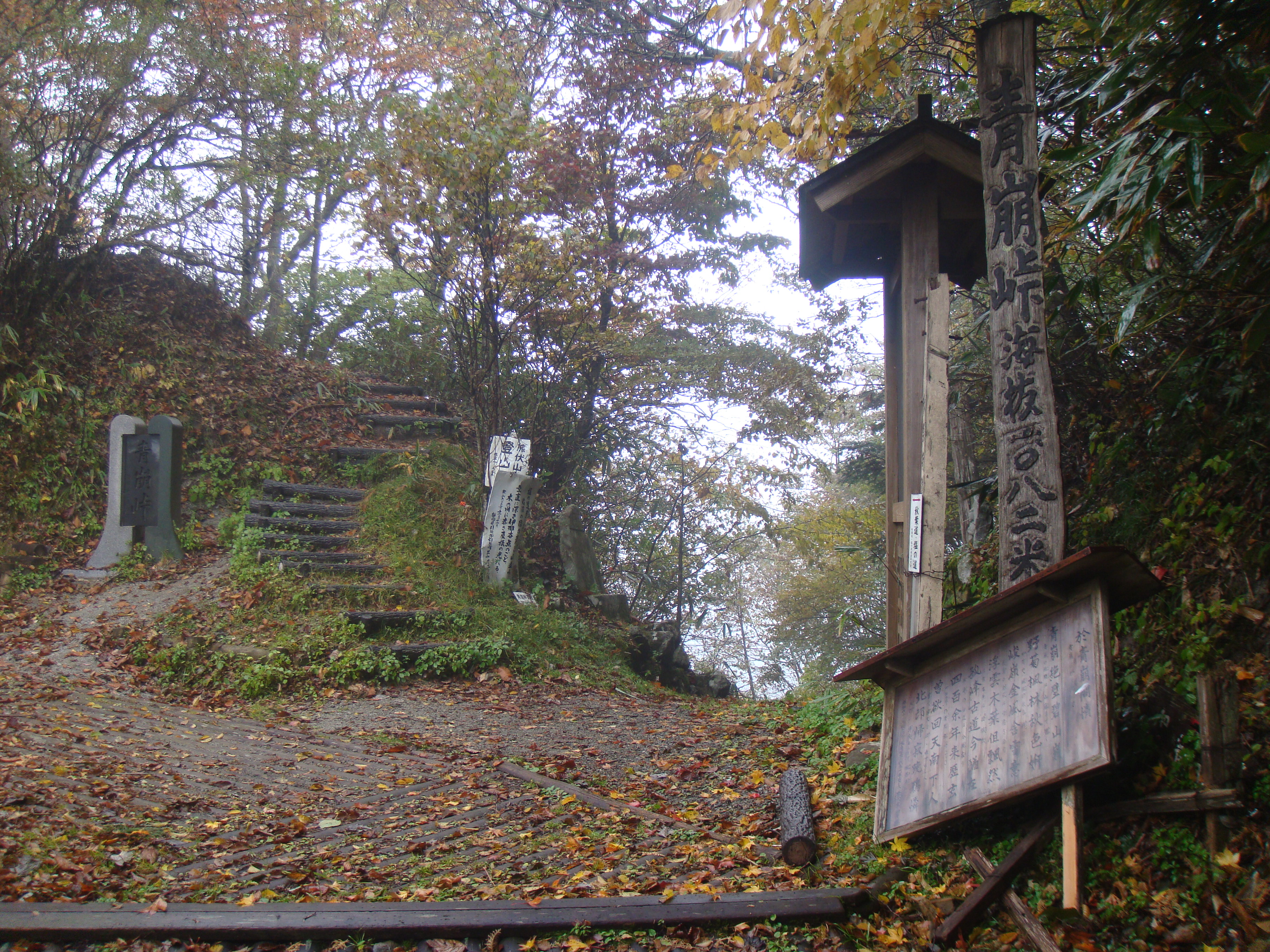
点線国道の一例（国道152号、青崩峠）

点線国道（てんせんこくどう）とは、日本で国道（一般国道）に指定されている陸地上の道のうち、車両の通行が最初から不可能な区間を指す俗称。具体的には、徒歩でしか通行できない登山道や階段が含まれる。

## 概要
俗称であるため公的な定義はないが、「点線国道」の点線とは、国土地理院発行の地形図で幅員1.5 m未満の道路が点線で表されることに由来する。そのような道でありながら一般国道としての指定を受けている区間を点線国道と呼ぶ。
点線国道の大部分は峠の周辺に存在し、徒歩での通行（登山）を余儀なくされるものが多い。いわゆる「酷道」の最たるものとされるが、「酷道」は車両での通行が著しく困難・危険な道を指すのに対し、「点線国道」は最初から事実上車両の通行ができる道として整備されたものではない。ただし林道など別の道で迂回可能な場合もある。

## 日本の点線国道一覧
ここでは、国土地理院発行の地形図で幅員1.5 m未満の道路として記載されている区間を記述する。
| 路線番号  | 地点            | 場所                                             | 距離       | 備考 |
| --------- | --------------- | ------------------------------------------------ | ---------- | --- |
| 国道152号 | 地蔵峠          | 長野県下伊那郡大鹿村・長野県飯田市               | 約2 km     | 蛇洞林道で迂回可能（崩落により現在通行止め、松川町・喬木村経由での広域迂回が必要） |
| 国道152号 | 青崩峠          | 長野県飯田市・静岡県浜松市                       | 約2 km     | 兵越林道で迂回可能。青崩峠道路（国道474号三遠南信自動車道）を建設中。 |
| 国道256号 | 小川路峠        | 長野県飯田市                                     | 約10 km    | 小川路峠道路（国道474号三遠南信自動車道）を建設中。 |
| 国道289号 | 鞍掛峠･木の根峠 | 新潟県三条市・新潟県魚沼市・福島県南会津郡只見町 | 約30 km    | 八十里越を建設中。直轄権限代行区間については2021年4月から5か年程度で開通予定。 |
| 国道291号 | 清水峠          | 群馬県利根郡みなかみ町・新潟県南魚沼市           | 約12–15 km | 関越自動車道（関越トンネル）および、国道17号（三国トンネル）で迂回可能。新潟県側の点線部分は徒歩でも通行不能で（迂回する登山道あり）、現行の2万5千分の1地形図や地理院地図には道自体が記載されていない。清水峠越えの道路は1885年（明治18年）に国道8号として開通しているが、その後は荒廃して廃道化してしまい、再開通の目処は立っていない。 |
| 国道339号 | 竜飛崎          | 青森県東津軽郡外ヶ浜町                           | 約300 m    | 階段国道として有名。外ヶ浜町道で迂回可能。 |
| 国道371号 | 高尾峠          | 和歌山県田辺市・和歌山県東牟婁郡古座川町         | 約3 km     | 本山谷平井林道（玉の川林道）で迂回可能。 |

## 点線国道以外の未開通区間・不通区間
以下は点線国道以外の未開通区間・不通区間のリストである。
なお国道の未開通・不通区間が登山道などの（地形図の点線で表される）道で結ばれていたとしても、その道が国道指定を受けていなければ点線”国道”にはあてはまらない。ただしこれは行政上のみの違いであり、「国道＝車道」という認識が一般化している現代、実態としての点線国道と未開通・不通区間はどちらも「車道が開通していない区間」という意味で極めて似ている。
未開通・不通区間は中部地方や紀伊半島の山岳地帯にその多くが分布し、国道422号などのように、1つの路線で複数箇所の断絶区間を抱える一般国道もあるが、林道などで迂回でき、実際の通行では支障を来さず通行可能な区間も多い。峠の未開通区間にはバイパス道路の整備が進められているところもあり、断絶が解消される見通しの路線もある。
なお国道357号のように、都市部・平野部に新設される計画の道路が未開通である場合も本リストに含まれている。
| 号線  | 所在地・区間                                                      | 備考 |
| ----- | ----------------------------------------------------------------- | --- |
| 193号 | 徳島県名西郡神山町 - 同県那賀郡那賀町                             | ただし、徳島県道253号山川海南線が接続されているため、通行可能。 |
| 257号 | 岐阜県高山市清見町楢谷 - 同県高山市荘川町黒谷                     | この区間を結ぶ三尾河バイパス（7.3 km）は事業休止中。この区間は岐阜県道73号高山清見線、国道158号で迂回可能。 |
| 274号 | 北海道白糠郡白糠町 - 同道釧路市                                   | |
| 352号 | 花立峠 - 萱峠（新潟県長岡市）                                     | この区間のうち萱峠を結ぶ萱峠バイパス（萱峠工区）が事業中。 |
| 353号 | 群馬県吾妻郡中之条町 - 新潟県南魚沼郡湯沢町                       | |
| 357号 | 東京都大田区 - 神奈川県川崎市川崎区                               | 首都高速湾岸線が並行。大田区 - 川崎市川崎区間は2016年、横浜市金沢区 - 横須賀市間は2018年に事業着手されたが、川崎市川崎区 - 横浜市鶴見区間は未着手。 |
| 357号 | 神奈川県川崎市川崎区 - 同県横浜市鶴見区                           | 首都高速湾岸線が並行。大田区 - 川崎市川崎区間は2016年、横浜市金沢区 - 横須賀市間は2018年に事業着手されたが、川崎市川崎区 - 横浜市鶴見区間は未着手。 |
| 357号 | 神奈川県横浜市金沢区 - 同県横須賀市                               | 首都高速湾岸線が並行。大田区 - 川崎市川崎区間は2016年、横浜市金沢区 - 横須賀市間は2018年に事業着手されたが、川崎市川崎区 - 横浜市鶴見区間は未着手。 |
| 360号 | 岐阜県大野郡白川村 - 石川県白山市                                 | ただし、白山白川郷ホワイトロードが接続されているため、(冬季期間を除き)通行可能。 |
| 401号 | 沼山峠 - 三平峠（福島県南会津郡檜枝岐村 - 群馬県利根郡片品村）    | 尾瀬を縦断する区間（七入 - 大清水小屋）が未開通区間となっている。このうち、沼山峠付近から大清水小屋までは国道指定されてはいないものの、群馬県道・福島県道1号沼田檜枝岐線がこの区間を結んでいる。ただし、この区間は全線が一般車両進入禁止、または登山路となっている。                    |
| 405号 | 地蔵峠（群馬県吾妻郡中之条町 - 長野県下水内郡栄村）               | |
| 422号 | 庄司峠（三重県津市美杉町木地屋 - 同県松阪市飯高町荒滝不動）       | |
| 422号 | 野又峠（三重県多気郡大台町野又谷 - 同県北牟婁郡紀北町十須下河内） | |
| 450号 | 北海道紋別郡遠軽町 - 同道紋別市                                   | 旭川紋別自動車道。遠軽町 - 湧別町間が遠軽上湧別道路として事業中。 |
| 452号 | 北海道芦別市幌内 - 同道上川郡美瑛町五稜                           | 盤の沢道路・五稜道路として事業中。 |
| 468号 | 千葉県成田市吉岡 - 同県山武市松尾町谷津                           | 首都圏中央連絡自動車道。成田市（大栄JCT） - 山武市（松尾横芝IC）間は2026年度開通予定、藤沢市（藤沢IC） - 横浜市（釜利谷JCT）間は横浜湘南道路・横浜環状南線として事業中。 |
| 468号 | 神奈川県藤沢市城南 - 同県横浜市金沢区釜利谷町                     | 首都圏中央連絡自動車道。成田市（大栄JCT） - 山武市（松尾横芝IC）間は2026年度開通予定、藤沢市（藤沢IC） - 横浜市（釜利谷JCT）間は横浜湘南道路・横浜環状南線として事業中。 |
| 470号 | 石川県七尾市内                                                    | 能越自動車道。七尾市内の一部は田鶴浜七尾道路が事業中。輪島市内は輪島道路として事業中。 |
| 470号 | 石川県羽咋郡志賀町 - 同県鳳珠郡穴水町                             | 能越自動車道。七尾市内の一部は田鶴浜七尾道路が事業中。輪島市内は輪島道路として事業中。 |
| 470号 | 石川県輪島市内                                                    | 能越自動車道。七尾市内の一部は田鶴浜七尾道路が事業中。輪島市内は輪島道路として事業中。 |
| 474号 | 長野県飯田市 - 同県下伊那郡喬木村                                 | 三遠南信自動車道。北設楽郡東栄町（東栄IC） - 新城市（鳳来峡IC）間は2025年度開通予定。 かつては草木トンネルも国道474号だったが、現在は国道152号に変更されている。 |
| 474号 | 長野県飯田市 - 静岡県浜松市天竜区                                 | 三遠南信自動車道。北設楽郡東栄町（東栄IC） - 新城市（鳳来峡IC）間は2025年度開通予定。 かつては草木トンネルも国道474号だったが、現在は国道152号に変更されている。 |
| 474号 | 愛知県北設楽郡東栄町 - 同県新城市                                 | 三遠南信自動車道。北設楽郡東栄町（東栄IC） - 新城市（鳳来峡IC）間は2025年度開通予定。 かつては草木トンネルも国道474号だったが、現在は国道152号に変更されている。 |
| 475号 | 岐阜県本巣市 - 同県揖斐郡大野町                                   | 東海環状自動車道。本巣市（本巣IC） - 揖斐郡大野町（大野神戸IC）間は2025年8月30日開通予定、養老町（養老IC） - いなべ市（いなべIC）間の開通時期については工程精査中。 1993年の路線指定後、2005年に豊田東JCT - 美濃関JCT間が開通するまで一般国道で唯一、開通区間が存在しない路線であった。 |
| 475号 | 岐阜県養老郡養老町 - 三重県いなべ市                               | 東海環状自動車道。本巣市（本巣IC） - 揖斐郡大野町（大野神戸IC）間は2025年8月30日開通予定、養老町（養老IC） - いなべ市（いなべIC）間の開通時期については工程精査中。 1993年の路線指定後、2005年に豊田東JCT - 美濃関JCT間が開通するまで一般国道で唯一、開通区間が存在しない路線であった。 |
| 476号 | 段ヶ岳峠（福井県今立郡池田町 - 同県南条郡南越前町）               | |
| 483号 | 兵庫県豊岡市内                                                    | 北近畿豊岡自動車道。豊岡道路として事業中。 |
| 497号 | 福岡県糸島市内                                                    | 西九州自動車道。糸島市内の一部は今宿道路として事業中。松浦市 - 佐々町間は長らく計画中であったが2014年度に松浦佐々道路として事業化された。 |
| 497号 | 佐賀県伊万里市内                                                  | 西九州自動車道。糸島市内の一部は今宿道路として事業中。松浦市 - 佐々町間は長らく計画中であったが2014年度に松浦佐々道路として事業化された。 |
| 497号 | 長崎県松浦市 - 同県北松浦郡佐々町                                 | 西九州自動車道。糸島市内の一部は今宿道路として事業中。松浦市 - 佐々町間は長らく計画中であったが2014年度に松浦佐々道路として事業化された。 |
| 506号 | 沖縄県那覇市 - 同県豊見城市                                       | 那覇空港自動車道。小禄道路として事業中。2021年4月から5か年程度で開通予定。 |

このほか、海上を通り、自動車の走行が不可能な区間が存在する。海上国道を参照。

## 解消された点線国道・未開通区間
道路整備により解消された点線国道や未開通区間もあり、以下のものがある。なお以下では点線国道があった区間と、点線国道がなかった未開通区間とを区別していない。
| 路線番号 | 地点                                              | 場所                 | 備考 |
| -------- | ------------------------------------------------- | -------------------- | --- |
| 17号     | 群馬県利根郡みなかみ町 - 新潟県南魚沼郡湯沢町     | 三国峠               | 1957年2月に三国トンネルの開通により解消（2022年3月より新三国トンネル経由に切り替え） |
| 46号     | 岩手県岩手郡雫石町 - 秋田県仙北市                 | 仙岩峠               | 1964年に南八幡平パークライン開通により解消（ただし現在、該当区間は秋田県側で通行止めとなっており、仙岩道路経由となっている） |
| 121号    | 福島県喜多方市 - 山形県米沢市                     | 大峠                 | 元々は大峠経由の旧道を通して繋がっていたが、この旧道は1996年に災害により通行不能となった。加えて当時は大峠道路の一部区間が未開通だったため、事実上の分断状態となった（なお当該区間は福島県道333号日中喜多方線を経由して迂回可能だった）。その後、同道路は2010年9月11日に全線開通し、分断は解消。それに伴い、旧道は2012年に国道指定を外れ、事実上の廃道となった。                        |
| 140号    | 埼玉県秩父市 - 山梨県山梨市                       | 雁坂峠               | かつては「開かずの国道」と呼ばれ、雁坂峠を経由する登山道が国道指定されていたが、1998年4月に雁坂トンネル（西関東連絡道路）の開通により解消 |
| 162号    | 福井県三方上中郡若狭町食見 - 同小浜市田烏字須ノ浦 |                      | 1992年4月の食見トンネル（981 m）開通により解消 |
| 199号    | 福岡県北九州市戸畑区 - 同市若松区                 | 洞海湾               | 若戸大橋開通により解消。2005年4月～2006年4月の間は北九州市道となり（日本道路公団の分割民営化による管理権移転のため）、未開通区間扱いとなる。 |
| 229号    | 北海道積丹郡積丹町 - 同神恵内村                   |                      | 1996年11月の道路開通により解消 |
| 231号    | 北海道石狩市                                      | 石狩川               | 1972年に石狩河口橋開通により解消 |
| 231号    | 北海道石狩市 - 北海道増毛郡増毛町                 | 雄冬岬付近           | 道路開通により解消 |
| 236号    | 北海道広尾郡広尾町 - 北海道浦河郡浦河町           |                      | 野塚トンネル開通により解消 |
| 252号    | 新潟県魚沼市 - 福島県南会津郡只見町               | 六十里越             | 1973年に六十里越トンネル開通により解消 |
| 254号    | 長野県上田市                                      | 鳥屋峠               | 道路開通により解消 |
| 254号    | 長野県上田市 - 長野県松本市                       | 三才山峠             | 1976年10月31日に三才山トンネル有料道路開通により解消 |
| 274号    | 北海道勇払郡むかわ町 - 同沙流郡日高町             |                      | 石勝樹海ロード開通により解消 |
| 289号    | 福島県南会津郡下郷町 - 同県西白河郡西郷村         | 甲子峠               | かつては甲子峠を経由する登山道が国道指定されていたが、2008年9月21日に甲子道路の大部分が開通したことにより解消。なお、登山道内に国道標識も設置されていたが、現在は撤去されている。 |
| 292号    | 群馬県吾妻郡草津町 - 長野県下高井郡山ノ内町       | 渋峠                 | 1970年9月に志賀草津道路の開通により解消 |
| 295号    | 千葉県成田市                                      |                      | 1978年4月1日の道路開通により解消 |
| 298号    | 千葉県松戸市 - 同県市川市                         |                      | 2018年6月2日の道路開通により解消 |
| 299号    | 長野県南佐久郡佐久穂町 - 群馬県多野郡上野村       | 十石峠               | 黒川林道を国道編入したことで解消 |
| 302号    | 愛知県春日井市                                    |                      | 中央本線との交差部が開通したことで解消 |
| 302号    | 愛知県名古屋市天白区 - 同市緑区                   |                      | 名古屋環状2号線一般部全通により解消 |
| 305号    | 福井県南条郡南越前町                              | 菅谷峠               | 2013年11月のホノケ山トンネルの開通により解消 |
| 309号    | 奈良県吉野郡上北山村 - 同郡天川村                 |                      | 行者還林道を国道編入したことで解消 |
| 311号    | 三重県尾鷲市 - 同県熊野市                         |                      | 曽根梶賀バイパスの開通により解消 |
| 317号    | 愛媛県松山市 - 同県今治市                         |                      | 1996年 水ヶ峠トンネルの開通により解消 |
| 325号    | 熊本県阿蘇郡南阿蘇村                              | 新阿蘇大橋           | かつては阿蘇大橋を通して通行が可能であったが、2016年4月16日の熊本地震で橋が崩落し通行止めとなっていた。その後、旧橋の600 m下流に現在の新阿蘇大橋が2021年3月7日に開通し、4年11か月振りに通行止めが解消。 |
| 336号    | 北海道中川郡豊頃町 - 北海道十勝郡浦幌町           | 十勝川               | 十勝河口橋開通により解消 |
| 339号    | 青森県北津軽郡中泊町 - 同県東津軽郡外ヶ浜町       |                      | 龍泊ライン開通により解消 |
| 353号    | 新潟県柏崎市                                      | 小岩峠               | 小岩トンネル開通により解消 |
| 357号    | 東京都江戸川区 - 同江東区                         | 荒川                 | 1996年7月4日の荒川河口橋開通により解消 |
| 357号    | 東京都江東区 - 同品川区                           | 東京港トンネル       | 2016年3月26日の西行きトンネル、2019年6月3日の東行きトンネル開通により解消 |
| 361号    | 長野県木曽郡木曽町 - 同県塩尻市                   | 姥神峠               | 姥神峠道路開通により解消 |
| 361号    | 長野県木曽郡木曽町 - 長野県伊那市                 | 権兵衛峠             | 経ヶ岳林道を暫定的に編入し、自動車通行が可能になった後、権兵衛峠道路開通により正式に解消。経ヶ岳林道は国道指定を外れ、事実上の廃道となった。 |
| 371号    | 和歌山県田辺市                                    | 笠塔峠               | 龍神工区（旧：龍神四BP）の開通により解消 |
| 385号    | 佐賀県神埼市 - 福岡県久留米市                     | 筑後川               | 青木中津大橋開通により解消 |
| 393号    | 北海道余市郡赤井川村 - 北海道虻田郡倶知安町       |                      | 赤井川道路開通により解消 |
| 400号    | 栃木県那須塩原市 - 栃木県日光市                   |                      | 尾頭トンネルの開通により解消 |
| 403号    | 新潟県上越市安塚区 - 長野県飯山市                 | 伏野峠               | 道路開通により解消 |
| 406号    | 群馬県吾妻郡東吾妻町 - 同郡長野原町               | 須賀尾峠付近         | 道路開通により解消 |
| 416号    | 石川県小松市新保町 - 福井県勝山市横倉             |                      | 大日峠道路（新又越）の開通により解消 |
| 417号    | 福井県今立郡池田町 - 岐阜県揖斐郡揖斐川町         | 冠山峠               | 2023年11月19日、冠山峠道路の開通により解消。 |
| 421号    | 三重県いなべ市 - 滋賀県東近江市                   | 石榑峠               | かつては狭隘道路とはいえ自動車通行が可能であったが、2008年9月2日の豪雨により峠の三重県側に大規模な崩落が発生し通行止めとなっていた。一方で2006年5月27日より石榑トンネルを含む石榑峠道路の建設工事が着工しており、2011年3月26日より供用開始、2年半振りに通行止めが解消。それに伴い、旧道は国道指定を外れ市道に移管。復旧工事こそ行われたものの三重県側が封鎖され、事実上の廃道となった。 |
| 422号    | 三重県多気郡大台町                                | 八知山トンネル       | 崩落の危険があるため、1998年2月20日より通行止めとなっていた（迂回は可能であった）。2015年3月より区間のすぐ傍で新八知山トンネルの建設工事が着工し、2017年2月25日より供用開始、19年振りに通行止めが解消。 |
| 438号    | 徳島県美馬市美馬町 - 香川県仲多度郡まんのう町     | 三頭峠               | 1997年3月に三頭トンネルの開通により解消 |
| 444号    | 長崎県大村市 - 佐賀県鹿島市                       |                      | 平谷黒木トンネルの開通により解消 |
| 476号    | 福井県南条郡南越前町 - 福井県敦賀市               | 木ノ芽峠             | 木ノ芽峠トンネル開通により解消 |
| 481号    | 大阪府泉佐野市                                    | スカイゲートブリッジ | 国道昇格により解消 |
| 482号    | 京都府京丹後市 - 兵庫県豊岡市                     |                      | たんたんトンネル開通により解消 |
| 482号    | 兵庫県豊岡市 - 同県美方郡香美町                   |                      | 蘇武トンネル開通により解消 |
| 482号    | 兵庫県美方郡香美町                                | 小代峠               | 2019年5月に香美町道岩小屋線を国道に昇格し解消 |
| 482号    | 鳥取県八頭郡八頭町 - 鳥取県鳥取市                 |                      | まぢトンネル開通により解消 |

## 長期通行止め区間
車両通行可能な道路として開通したものの、災害やバイパス開通などを機に長期にわたって車両通行止めとなり、国道の指定が解除されていないため実質的な点線国道となっている区間も存在する。以下のような区間がある。
| 路線番号 | 地点                                | 場所              | 備考 |
| -------- | ----------------------------------- | ----------------- | --- |
| 418号    | 岐阜県加茂郡八百津町 - 岐阜県恵那市 | 木曽川 深沢峡沿い | 湯谷橋 - 笠置ダムの間が通行不能区間。この区間は、路肩が全線に渡って軟弱であること、大部分が未舗装であること、極めて道幅が狭い（1メートル前後の所がある）ことなどから、自動車の通行は不可能で、また全面通行止めとなっている。新丸山ダム完成後に現道は水没するため、北方の山中へ付け替え道路（バイパス道路）を建設中。八百津町から恵那市へは、「県道83号or県道358号 - 国道21号 - 国道19号」ないし「県道358号 - 県道366号 - 県道65号 - 県道394号」で迂回可能。 |
| 488号    | 島根県益田市                        | 裏匹見峡          | 2011年以降、土砂災害や落石多発で路面状況が悪化しており経路寸断。当該区間では島根県側・広島県側双方に通行止の旨を示す警告看板と島根県側(匹見側のゲートから数キロ区間)にゲートが設置されており、許可車両以外は進入不可。国道191号 - 県道307号などで迂回可能。 |

この他、福島第一原子力発電所事故に伴う帰還困難区域内に位置し、特別通過交通制度が適用されている国道では、四輪車はすべて通行可能である一方、二輪車・歩行者・自転車は路線や区間により通行可否が異なる。

## 点線都道府県道・点線市町村道
概要は点線国道と同じで、都道府県道または市町村道の車両通行不能区間における将来的に都道府県道または市町村道に指定されるであろう連絡路のことである。全国的に見られるが、点線国道ほど工事が積極的に行われておらず、全く手のつけられていない分断区間も見られる。